# Ин-Гар
Ин-Гар (араб. إن غار‎) — город и коммуна в южной части Алжира, в вилайете Таманрассет. Административный центр и единственная коммуна в составе одноимённого округа.

## Географическое положение

Коммуна Ин-Гар

Город находится в северо-западной части вилайета, на территории одного из оазисов центральной Сахары, на расстоянии приблизительно 1060 километров к юго-юго-западу (SSW) от столицы страны Алжира. Абсолютная высота — 284 метра над уровнем моря.

Коммуна Ин-Гар граничит с коммунами Ин-Амгель, Ин-Салах, Регган (вилайет Адрар), Тит (вилайет Адрар), Акабли (вилайет Адрар) и Тимоктен (вилайет Адрар). Её площадь составляет 28 969 км².

## Климат
Климат города характеризуется как аридный жаркий (BWh в классификации климатов Кёппена). Осадки в течение года практически отсутствуют (среднегодовое количество — 12 мм). Средняя годовая температура составляет 25,6 °C. Средняя температура самого холодного месяца (января) составляет 13,7 °С, самого жаркого месяца (июля) — 36,9 °С..

## Население
По данным официальной переписи 2008 года численность населения коммуны составляла 11 225 человек. Доля мужского населения составляла 52,7 %, женского — соответственно 47,3 %. Уровень грамотности населения составлял 84,2 %. Уровень грамотности среди мужчин составлял 91,4 %, среди женщин — 76,1 %. 3,5 % жителей Ин-Гара имели высшее образование, 22,5 % — среднее образование.

## Транспорт
Через город проходит национальное шоссе N52. Ближайший аэропорт расположен в городе Ин-Салах.